# Великий Стен
«Великий Стен» (англ. «Big Stan») — кінофільм, комедія режисера Роба Шнайдера. Слоган фільму «The cell block just got a new bully…. a small one» (в українському прокаті «Розмір має значення»). Прем'єра відбулась 5 листопада 2007 року. Рейтинг MPAA: для дітей до 17 років обов'язково присутність батьків.

## Сюжет
Стен, ріелтор-шахрай, що спритно продавав літнім жінкам таймшери в гетто, врешті потрапляє на лаву підсудних. Підкупивши суддю, Стен виторговує шестимісячну відстрочку від вироку (від трьох до п'яти). Наслухавшись від колишнього в'язня в гей-барі про тюремні «неуставні» сексуальні відносини і будучи особистістю непересічною, хлопець вирішує підготуватися, вживаючи досить радикальних заходів: від татуювання анусу і його ж розробки чорним ділдо, орудувати яким довірив власній дружині, до відвідування уроків карате у місцевому закладі «Карате у майстра Чо». Після бійцівської невдачі в салоні Чо, стається диво — у темному провулку він знайомиться з бездомним, який зве себе Майстром і є гуру бойових мистецтв. Той готує його до виживання у в'язниці: навчає технікам бою, витримувати біль, споживати огидну їжу. З часом Стен стає справжнім майстром, і його впевненість в собі зростає.
Коли Стен потрапляє у в'язницю, де є три банди — мексиканців Хуаніто, чорношкірих та білих нацистів Петерсона, Стен ні до кого не долучається. Він відразу ж починає запроваджувати свій порядок. Спочатку він врятував від зґвалтування наркодилера, а потім побив бугая Реймонда, найстрашнішого в цій в'язниці чорношкірого ґвалтівника. За нього заступилася банда афроамериканців, утім Стен побив їх усіх. Також він відлупцював Петерсона, місцевого лідера нацистів, за расистські висловлювання. Потім Петерсон хотів помститися Стену в душі, але Стен побив його і віддав на зґвалтування афроамериканцям. Поступово всі ув’язнені стали боятися Стена. 
Водночас начальник тюрми планує спровокувати бійню зі стріляниною, щоб закрити в'язницю і продати землю. Він пропонує Стену угоду, виконавши яку, той зможе вийти достроково. Спочатку Стен погоджується, але з часом у нього починається прокидатися совість. Дізнавшись деталі плану начальника, Стен вирішив змінити порядки у в'язниці. Він встановив правила ненасильницького поводження, заборонив будь-які зґвалтування. Під час спільного збору і обговорення нових правил стає відомо, що бугай Реймонд хоче спробувати гомосексуальний акт в позиції пасиву. На це згоджується інший в'язень - Тайлер. Реймонд і Тайлер стають парою. 
З часом в'язні переходять до більш гуманного способу життя: цікавляться книжками й інтелектуальними іграми, конфлікти вирішують мирно. Авторитет Стена зростає, тож він мимоволі створює свою банду. Всі у в'язниці стали називати його Великим Стеном, що не сподобалося начальнику в'язниці. Погрозами він змушує Стена відмовитись від встановленого ним порядку. Стен згодився, але в останній момент він зупиняє всю цю аферу. Під час запланованого заколоту в'язні, наперекір бажанню начальника, не б'ються між собою, а танцюють. Розлютований, він стріляє по них, викриваючи свої наміри. За це його засуджують і кидають у цю ж тюрму.
Через три роки Стен вийшов на свободу, попрощавшись з усіма, з ким потоваришував в цей час. У фіналі видно, як сильно змінилась в'язниця - зникли міжрасові конфлікти, і в'язні тепер теж вивчають бойові мистецтва.

## У ролях
- Роб Шнайдер — Стен «Великий Стен» Мінтон
- Девід Керрадайн — Майстер
- Дженніфер Моррісон — Мінді Мінтон
- М. Еммет Волш — Лью Поппер
- Скотт Вілсон — начальник в'язниці Гаск
- Річард Кайнд — Мел
- Саллі Керкленд — мадам Форман
- Генрі Гібсон — Коротун
- Марсія Воллес — Альма
- Джексон Ретбоун — Роббі
- Ренді Кутюр — Карнахан
- Дон Фрай — член нацистів
- Брендон Молале — Пікен
- Брендон Т. Джексон — Дешон
- Річард Ріле — суддя Перрі
- Кевін Ґейдж — Буллард
- Боб Сапп — Бугай Реймонд
- Цуйоши Абе — Данг
- Роберт Флорес — ув'язнений
- Олівія Манн — секретарка
- Ден Іносанто — тюремний шеф-кухар

## Саундтрек
1. Los Ninos de Sara — Vagabundo
2. Los Ninos de Sara — La Cubanita
3. Los Ninos de Sara — Una Muchacha
4. Dixie Witch — What You Want
5. Halfway To Gone — The Other Side
6. Joe Esposito — You’re The Best
7. J.S. Bach — Brandenburg Concerto No.3
8. Ferrell Stowe — Next Door In Heaven
9. The Briggs — Harder To Stand
10. C-Bo — What You Want Nigga
11. C-Bo — I Like Gangster Shit

## Цікаві факти
- Перша режисерська робота Роба Шнайдера. Також, він виконав у фільмі головну роль.
- Мелані Лінскі спочатку отримала роль дружини Стена, але пізніше була замінена на Дженніфер Моррісон.
- Фільм знімався у справжній жіночій в'язниці. Роб Шнайдер під час зйомок декілька разів втрачав свідомість від харчового отруєння та теплового удару, але продовжував качати залізо і знімався разом із деякими справжніми майстрами східних єдиноборств.
- У ролі кухаря зіграв Ден Іносанто протеже Брюса Лі.